# Prova de personalitat
Una prova de personalitat és una prova que pretén definir la personalitat mitjançant unes preguntes tancades amb finalitats de diagnòstic, d'orientació vocacional o selecció de personal, entre altres usos. Busca objectivar els trets més típics d'un individu amb independència del moment. La majoria d'aquests es basa en una sèrie de puntuacions, obtingudes segons les respostes a uns ítems (que poden ser d'acord o desacord, opció múltiple o bé de gradació en una escala). Aquestes puntuacions dibuixen paràmetres de normalitat i s'adscriuen a uns trets de caràcter concrets que, sumats, mostren la personalitat de la persona avaluada. La prova més coneguda n'és el 16PF.